# Barret-de-Lioure
Barret-de-Lioure é uma comuna francesa na região administrativa de Auvérnia-Ródano-Alpes, no departamento de Drôme. Estende-se por uma área de 34,64 km². Em 2010 a comuna tinha 68 habitantes (densidade: 2 hab./km²).